# ليه برينان
ليه برينان (بالإنجليزية: Les Brennan)‏ هو لاعب دوري الرغبي أسترالي، ولد في 1931 في سيدني في أستراليا.